# 투혼 3
《투혼 3》(Bloodsport III)는 미국에서 제작된 앨런 메레즈 감독의 1997년 액션 영화이다. 1997년 비디오 영화로 개봉되었으며 다니엘 베른하르트 등이 주연으로 출연하였고 앨런 메레즈 등이 제작에 참여하였다. 출시명은 《죽음의 게임 2》이다.

## 출연

### 주연
- 다니엘 베른하르트
- 존 라이스 데이비스
- 제임스 홍
- 팻 모리타

### 조연
- 엠버 반 렌트
- 유니 파크
- 라지브 찬드라세커
- 스티븐 이토
- 제라르드 오카무라
- 니콜라스 R. 올슨
- 마커스 영
- 게리 레이
- 시드니 S. 리포
- 채드 스타헬스키
- 스콧 맥엘로이
- J.J. 페리
- 브래드 마틴
- 자히 J.J. 주리

## 기타
- 라인프로듀서: 찬드란 루트냄
- 미술: 에롤 켈리